# Leiton Jiménez
Leiton Jiménez Romero (Juradó, 26 aprile 1989) è un ex calciatore colombiano, di ruolo difensore.